# Dorothy Koomson
Dorothy Koomson är en engelsk författare som har skrivit The Cupid Effect (2003), The Chocolate Run (2004) och Min bästa väns dotter (My Best Friend's Girl, 2006). Koomson arbetar på en australiensisk tidning.
Hon skrev sin första bok, den opublicerade There's A Thin Line Between Love And Hate som trettonåring.